# U-Bahnhof Moritzplatz

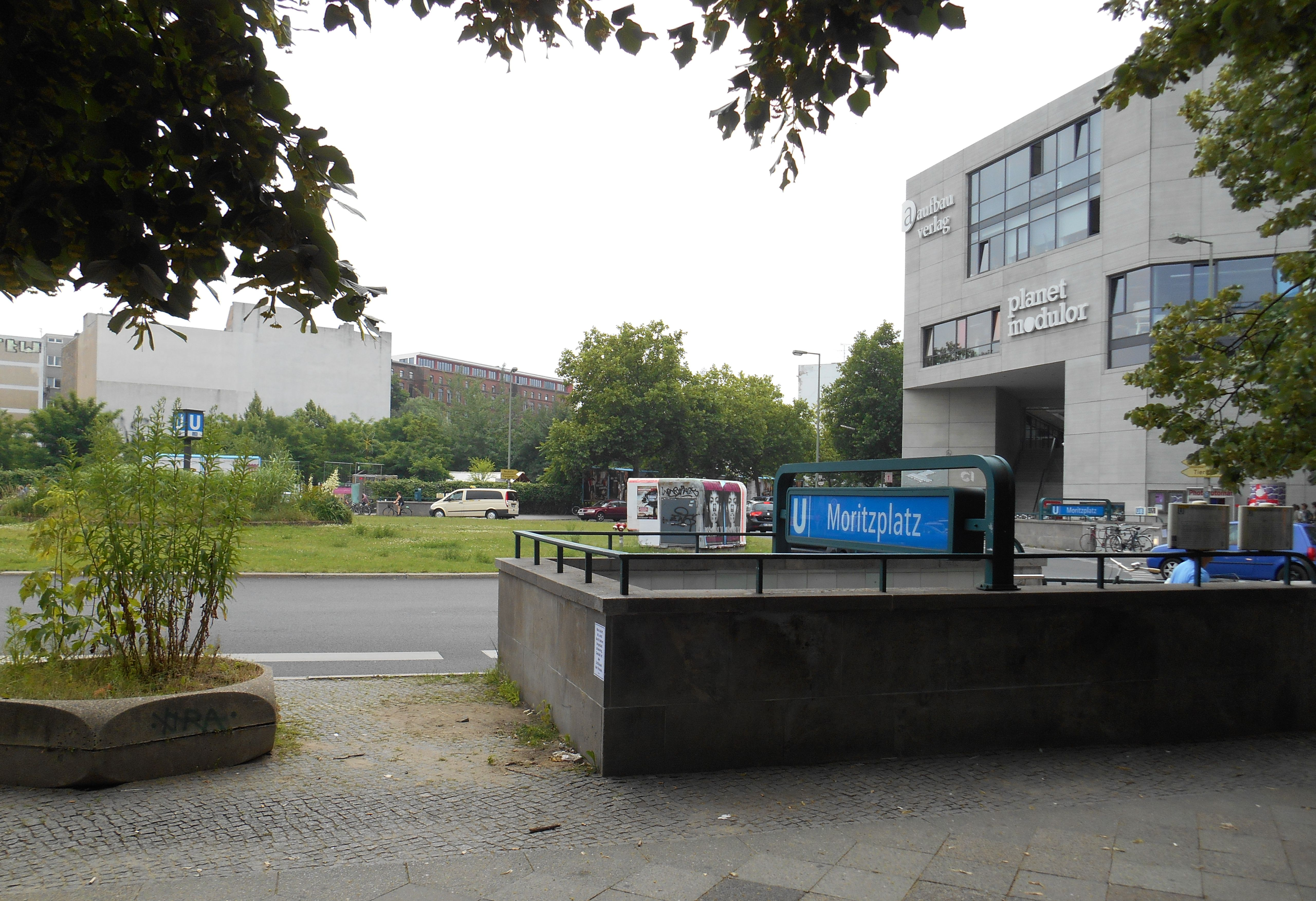
Bahnhofseingang

Der U-Bahnhof Moritzplatz ist ein Bahnhof der Linie U8 der Berliner U-Bahn. Er befindet sich unter dem gleichnamigen Platz im Berliner Ortsteil Kreuzberg. Der U-Bahnhof wurde am 6. April 1928 in Betrieb genommen. Der Bahnhof, der im Bahnhofsverzeichnis der BVG unter dem Kürzel Mr geführt wird, besitzt nur Treppen und keinen Aufzug zum Bahnsteig und ist somit nicht barrierefrei (Stand: 2024).

## Geschichte

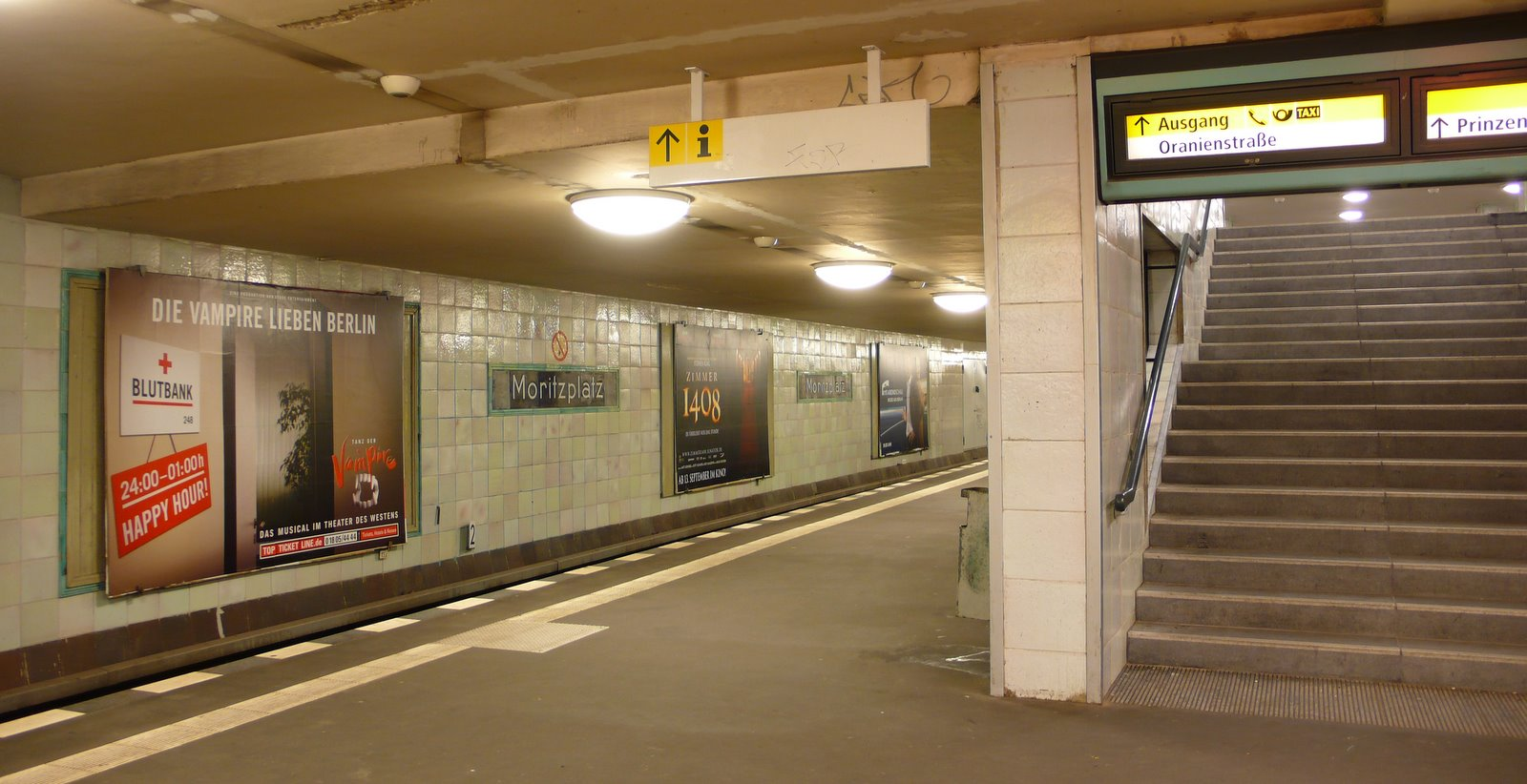
Bahnsteig

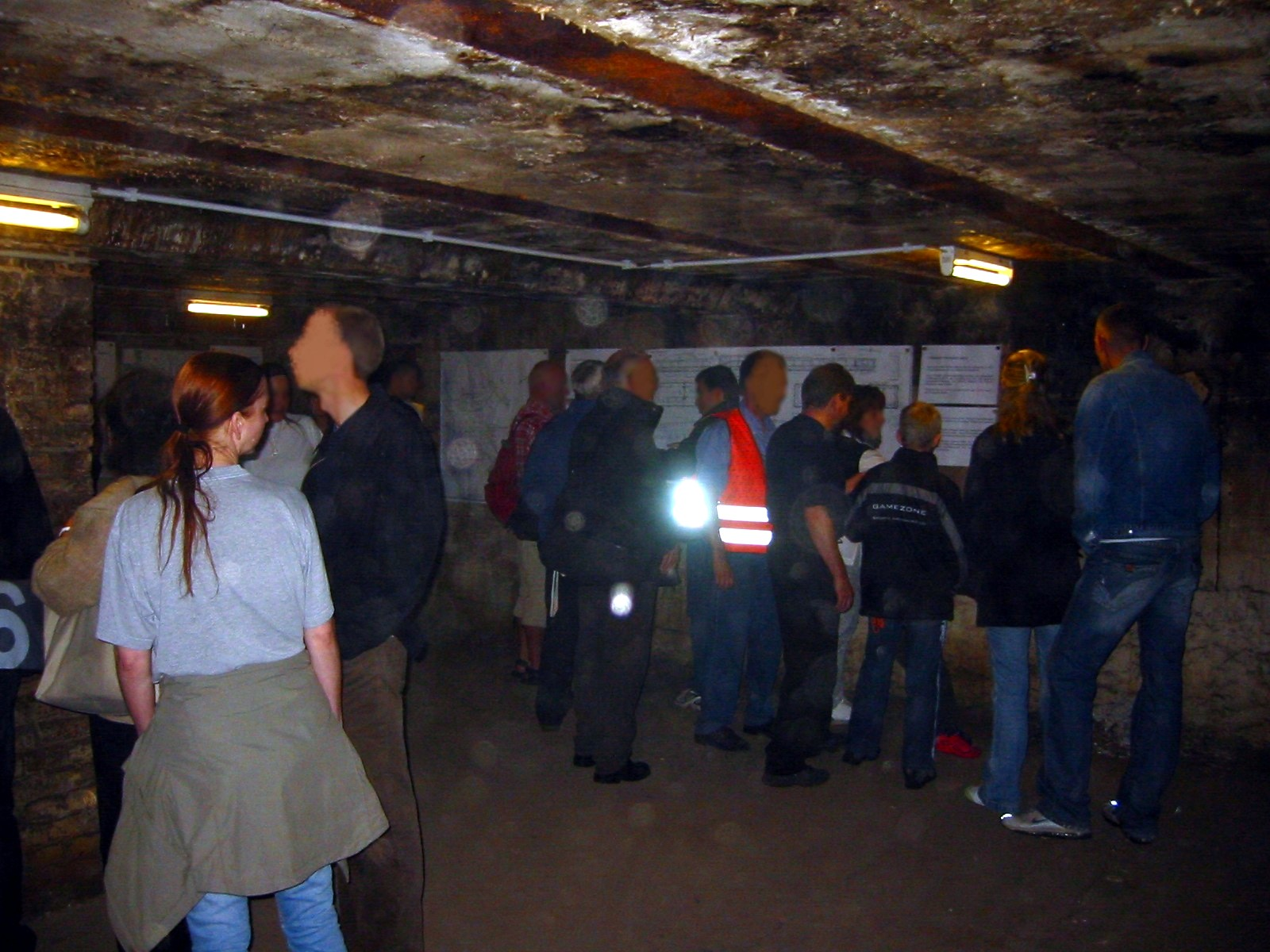
Führung durch den Bunker im U-Bahnhof am Tag des offenen Denkmals 2005

Die AEG plante seit 1907, die heutigen Ortsteile Gesundbrunnen und Neukölln mittels einer U-Bahn zu erschließen. Die Ausführung wurde am 18. März 1912 mit der Stadt Berlin besiegelt. Peter Behrens lieferte die künstlerischen Entwürfe. Bis zum 30. September 1918 sollte die Bahnlinie fertiggestellt werden, was die 1914 gegründete AEG-Schnellbahn AG übernahm.
Im Oktober 1919 wurden die Arbeiten auf Grund von Arbeitskräftemangel und geänderter Prioritäten seitens der AEG endgültig eingestellt. Groß-Berlin klagte und gewann per Reichsgerichtsurteil vom 9. Januar 1923. Die AEG-Schnellbahn AG wurde liquidiert und das Streckenfragment an die Nordsüdbahn AG übertragen, eine Tochtergesellschaft der Stadt. Schließlich erfolgte die Eröffnung der Strecke Schönleinstraße – Boddinstraße am 17. Juli 1927. Am 6. April 1928 ging die Verlängerung der Strecke in Richtung Norden bis Neanderstraße (heute: Heinrich-Heine-Straße) in Betrieb, auf der auch der Bahnhof Moritzplatz liegt.
Unter dem U-Bahnhof existiert ein Umsteigebahnhof aus den 1920er Jahren als Bauvorleistung für eine nie realisierte U-Bahn-Linie zwischen Treptow und Moabit. In der Zeit des Nationalsozialismus wurde die U-Bahn-Linie fallengelassen und stattdessen eine als Ost-West-S-Bahn bezeichnete Tunnel-S-Bahn geplant. Bereits im Jahr 1934 wurde die Anlage dem Bezirk Kreuzberg für den Einbau eines öffentlichen Luftschutzraumes zur Verfügung gestellt. Die Pläne für die S-Bahn wurden nach 1945 aufrechterhalten und offiziell bis 1985 verfolgt. Bei einem Luftangriff am 3. Februar 1945 schlug eine Bombe in den Bahnhof ein und tötete 36 Menschen, die sich wahrscheinlich in dem Bereich unter dem Bahnhof aufhielten.
Eigentlich sollte die heutige Linie U8 nicht über den Moritzplatz, sondern über den Oranienplatz führen. Der entsprechende Bahnhof in der Dresdener Straße am Oranienplatz war bereits vor dem Ersten Weltkrieg im Bau, doch die Bauarbeiten mussten durch den Krieg abgebrochen werden. Durch eine einstweilige Verfügung der Stadt Berlin musste 1921 der Bahnhof im Rohbau fertiggestellt werden, um die Straße für den Verkehr wieder freizugeben. Dennoch entschied man sich 1927 für eine Strecke über den Moritzplatz, aufgrund der besseren Verkehrsanbindung im Straßenbahn-Netz.
Mutmaßungen, dass angeblich der Wertheim-Konzern zu seiner neuen Filiale am Moritzplatz einen U-Bahn-Anschluss haben wollte (ähnlich wie beim Wettbewerber Karstadt am Hermannplatz) und daher der Warenhauskonzern die Planänderung mit der Zahlung von fünf Millionen Reichsmark erreichen konnte, lassen sich nicht belegen. Die Wertheimfiliale am Moritzplatz wurde im Zweiten Weltkrieg schwer beschädigt und nicht wieder aufgebaut.
Während der Teilung Berlins war der U-Bahnhof Moritzplatz der letzte Bahnhof der Linie U8 in West-Berlin in Richtung Norden. So gab es entsprechende Ansagen und Ausschilderungen.
In den Jahren 2005–2006 wurde der U-Bahnhof grundhaft instand gesetzt. Der Einbau eines Aufzugs ist bisher nicht erfolgt, nach Angaben der Senatsverwaltung für Verkehr soll der Bahnhof bis 2028 einen Aufzug erhalten.
Der U-Bahnhof Moritzplatz und das unmittelbare Umfeld gelten als Brennpunkt der Drogenkriminalität.

## Anbindung
| Linie | Verlauf |
| ----- | --- |
|       | Wittenau (Wilhelmsruher Damm) – Rathaus Reinickendorf – Karl-Bonhoeffer-Nervenklinik – Lindauer Allee – Paracelsus-Bad – Residenzstraße – Franz-Neumann-Platz (Am Schäfersee) – Osloer Straße – Pankstraße – Gesundbrunnen – Voltastraße – Bernauer Straße – Rosenthaler Platz – Weinmeisterstraße – Alexanderplatz – Jannowitzbrücke – Heinrich-Heine-Straße – Moritzplatz – Kottbusser Tor – Schönleinstraße – Hermannplatz – Boddinstraße – Leinestraße – Hermannstraße |

Am U-Bahnhof bestehen Umsteigemöglichkeiten von der Linie U8 zur Omnibuslinie M29 der BVG.